# Livingstone (Sambia)
Livingstone ist eine Stadt in der Südprovinz der Republik Sambia, am Sambesi acht Kilometer nördlich der Victoriafälle und rund 900 m über dem Meeresspiegel gelegen. Sie hat 178.361 Einwohner (2022) und grenzt an den 66 km² großen Mosi oa Tunya-Nationalpark. Sie ist Sitz der Verwaltung des gleichnamigen Distrikts.

## Geschichte
Livingstone war eine der ersten weißen Siedlungen in Sambia. Die Stadt entstand 1904, als die Victoria Falls Bridge fertiggestellt worden war. Sie wurde nach dem Missionar und Afrikaforscher David Livingstone benannt und war von 1907 bis 1911 die Hauptstadt von Nordwest-Rhodesien sowie anschließend von 1911 bis 1935 von Nordrhodesien. Als Alternativname hat sich Maramba etabliert. Livingstone war bis 2013 die Hauptstadt der Südprovinz, bis sie durch Choma abgelöst wurde.

## Einwohnerentwicklung
Die folgende Übersicht zeigt die Einwohnerzahlen nach dem jeweiligen Gebietsstand seit der Volkszählung 1990.
| Jahr          | Einwohnerzahl |
| ------------- | ------------- |
| 1963          | 33.000        |
| 1969          | 45.200        |
| 1974          | 58.000        |
| 1990 (Zensus) | 76.875        |
| 2000 (Zensus) | 97.488        |
| 2010 (Zensus) | 134.349       |
| 2022 (Zensus) | 178.361       |

## Verkehr
Livingstone hat eine gute Straßen- und Bahnanbindung nach Süden (Simbabwe), Westen (Trans Caprivi Highway) und Norden mit der Fernstraße T1 (Lusaka, Copperbelt), sowie der Zug nach Kitwe und ist auch über den internationalen Flughafen Livingstone erreichbar.

## Tourismus
Livingstone lebt vor allem vom Tourismus, da sie Ausgangspunkt für Touren zu den Victoriafällen ist. Ursprünglich profitierte die Stadt von den Angeboten der vielen Veranstalter im simbabwischen Victoria Falls, wie Bungeespringen von der Eisenbahnbrücke und Wildwasserrafting. Nach der Verschlechterung der sozialen Bedingungen in Simbabwe gab es in Livingstone, zu Lasten von Victoria Falls, einen Aufschwung des Tourismus.

## Historische Gebäude
Die historische Infrastruktur Livingstone wurde vor 1924 errichtet. Dazu gehören die St Andrews Church, die zum Gedenken an David Livingstone erbaut wurde, die Old European Library gegenüber der Boma Clinic, die jüdische Synagoge, das Livingstone Hotel, die Coillard Memorial Church und das Stansley House. Der Mukuni-Park ist eine historische Stätte, die 1905 als Erholungspark ausgewiesen wurde.
Das Livingstone Museum, das älteste und größte Museum in Sambia das 1930 gegründet wurde, beherbergt eine umfangreiche archäologische Sammlung. Zum Beispiel Funde aus Ingombe Ilede, die aus der Zeit des Munhumutapa-Reiches stammen.
Das Eisenbahnmuseum in der Stadt wurde mittlerweile zum Nationaldenkmal erklärt. Auf dem Gelände des Eisenbahnmuseums befindet sich das Gateway Jewish Museum, ein dauerhaftes Denkmal für die Rolle der Juden bei der Pionierarbeit in der Entwicklung Sambias.

## Religion
Livingstone ist Sitz des römisch-katholischen Bistums Livingstone, dessen Bischofskirche die Kathedrale St. Theresa ist. Das Christentum ist die Hauptreligion in Livingstone, die etwa 95 Prozent der Bevölkerung ausmacht. Zwei Prozent der Stadtbewohner sind Muslime, weitere zwei Prozent praktizieren andere Religionen, während ein Prozent überhaupt keine Religion hat.

## In Livingstone geboren
- John Latham (1921–2006), rhodesisch-britischer Konzeptkünstler, Maler, Bildhauer und Performancekünstler
- Peter Dickinson (1927–2015), britischer Schriftsteller
- Duncan B. Mfune (1937–2025), neuapostolischer Geistlicher
- Aleke Banda (1939–2010), malawischer Politiker und Unternehmer
- Francis Wilson (1939–2022), südafrikanischer Wirtschaftswissenschaftler
- Peter J. Betts (1941–2019), britisch-schweizerischer Schriftsteller, Übersetzer und Journalist; geboren in Livingstone
- Guy Scott (* 1944), sambischer Politiker
- Richard Winterbottom (* 1944), kanadisch-britischer Ichthyologe, Evolutionsbiologe, Museumskurator und Hochschullehrer
- Stanley Kasongo Kakubo (* 1980), sambischer Politiker

## Galerie

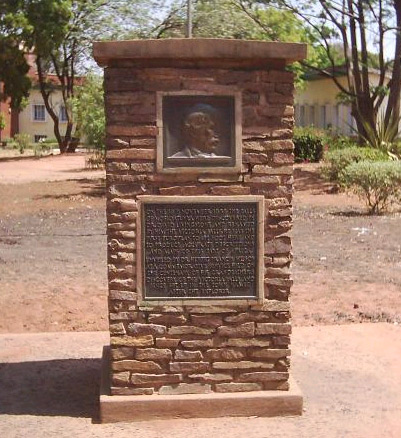
David-Livingstone-Gedenkstein in Livingstone
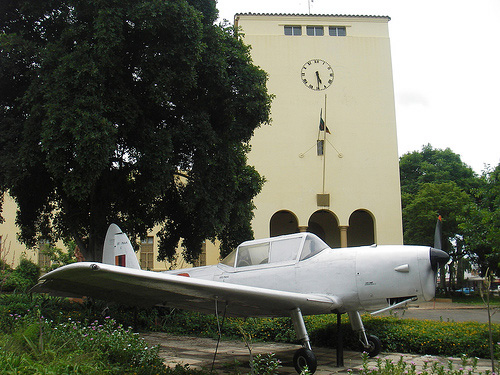
Das Livingstone-Museum
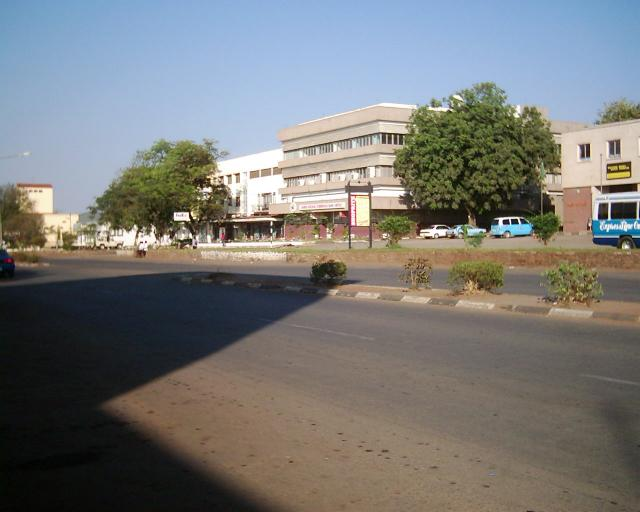
Hauptstraße in Livingstone

## Klimatabelle
|                       | Jan  | Feb  | Mär  | Apr  | Mai  | Jun  | Jul  | Aug  | Sep  | Okt  | Nov  | Dez  |   |      |
| Mittl. Tagesmax. (°C) | 30,0 | 29,7 | 30,3 | 29,9 | 28,0 | 25,6 | 25,5 | 28,4 | 32,5 | 34,0 | 32,6 | 30,4 | ⌀ | 29,7 |
| Mittl. Tagesmin. (°C) | 18,9 | 18,6 | 17,6 | 14,8 | 10,1 | 6,7  | 6,3  | 9,2  | 14,2 | 18,2 | 19,1 | 18,9 | ⌀ | 14,4 |
|                       |      |      |      |      |      |      |      |      |      |      |      |      |   |      |
| Niederschlag (mm)     | 174  | 141  | 80   | 24   | 6    | 1    | 0    | 0    | 2    | 25   | 70   | 169  | Σ | 692  |
|                       |      |      |      |      |      |      |      |      |      |      |      |      |   |      |
| Sonnenstunden (h/d)   | 6,9  | 6,9  | 8,1  | 9,1  | 9,8  | 9,6  | 10,0 | 10,3 | 9,9  | 9,0  | 7,6  | 6,7  | ⌀ | 8,7  |
|                       |      |      |      |      |      |      |      |      |      |      |      |      |   |      |
| Regentage (d)         | 16   | 14   | 9    | 3    | 0    | 0    | 0    | 0    | 0    | 4    | 11   | 16   | Σ | 73   |
|                       |      |      |      |      |      |      |      |      |      |      |      |      |   |      |
| Luftfeuchtigkeit (%)  | 75   | 77   | 72   | 65   | 58   | 55   | 52   | 43   | 35   | 42   | 55   | 71   | ⌀ | 58,3 |

| 18,9 |

| 18,6 |

| 17,6 |

| 14,8 |

| 10,1 |

| 6,7 |

| 6,3 |

| 9,2 |

| 14,2 |

| 18,2 |

| 19,1 |

| 18,9 |

| 18,9 |

| 18,6 |

| 17,6 |

| 14,8 |

| 10,1 |

| 6,7 |

| 6,3 |

| 9,2 |

| 14,2 |

| 18,2 |

| 19,1 |

| 18,9 |